# 沙德韋爾 (弗吉尼亞州)

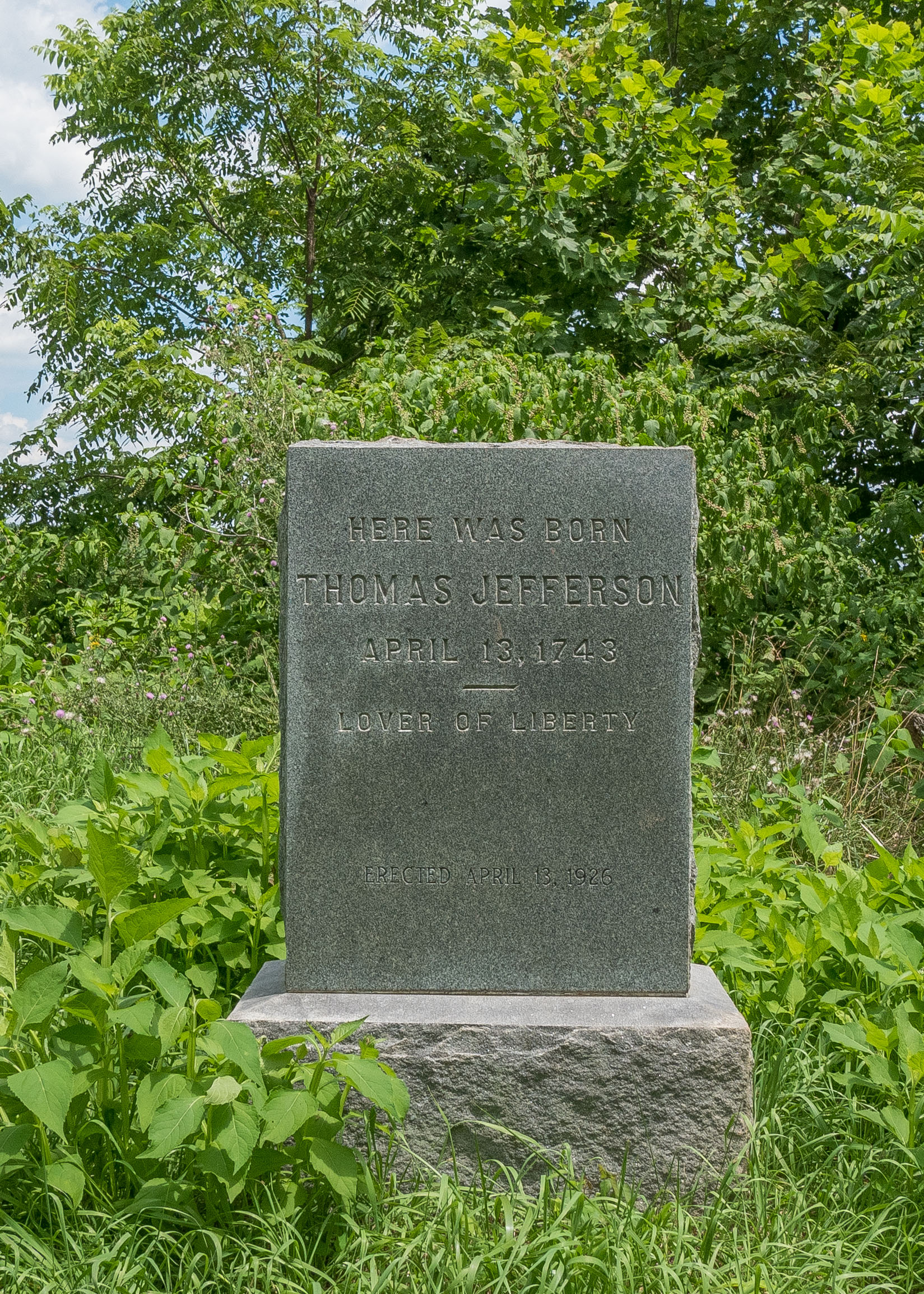

沙德韋爾是美国弗吉尼亚州阿尔伯马尔县的一个普查规定居民点，与夏洛蒂镇相距不远，是美国国父、总统托马斯·杰斐逊的出生地。登录于国家史迹名录。